# Entrenador personal

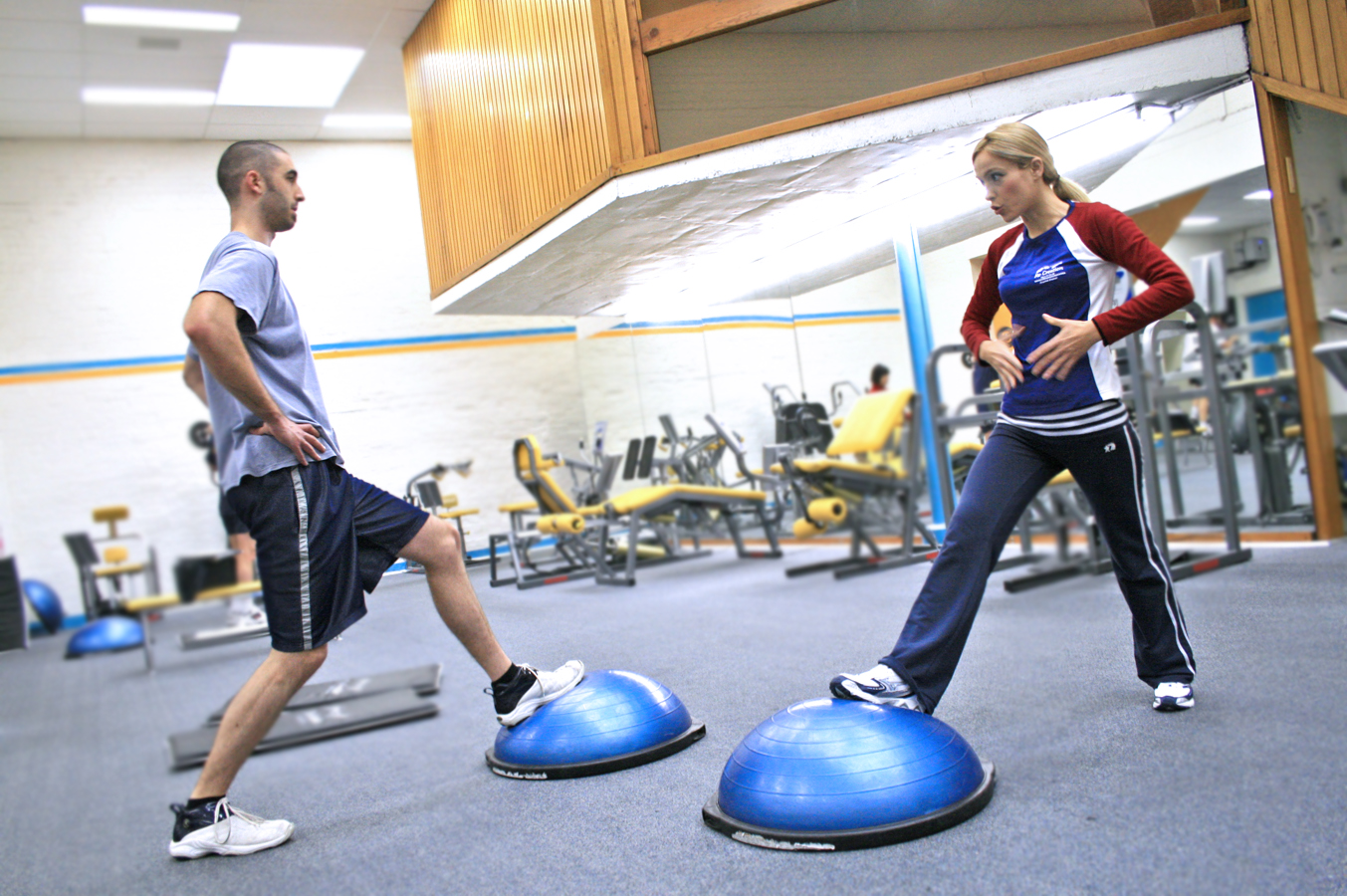
Un entrenador personal enseñando a sus alumnos.

Un entrenador personal es un profesional que dispone del Grado Universitario en Ciencias de la  Actividad Física y del Deporte, el Grado Superior de Técnico Superior en Acondicionamiento Físico o el Certificado Profesional en Acondicionamiento Físico en Grupo con Soporte Musical  o en Sala de Entrenamiento Polivalenteque y, se ocupa de la enseñanza y prescripción de ejercicios físicos. 
El entrenador personal analiza la condición física de sus clientes a partir de test de aptitud física, pacta las metas tanto de mejora de la condición física como de la salud en un marco temporal, donde se valorará los resultados obtenidos a partir del entrenamiento y las pautas nutricionales seguidas. Para conseguir las metas el entrenador personal diseña un programa de entrenamiento adaptado a la condición física y los objetivos que desea alcanzar el cliente.
Los entrenadores personales cualificados deben conocer los límites de su propia especialización, de modo que si un instructor sospecha que uno de sus clientes tiene una dolencia que podría hacer desaconsejable un programa de ejercicios, deberá derivar al profesional adecuado para tratar su problema.
Un entrenador personal puede estar especializado en diferentes áreas de la educación física, tales como musculación, yoga, pilates, estiramientos, carreras, triatlón, fitness, artes marciales, deportes colectivos o la rehabilitación músculo-esquelética o cardíaca.
El entrenamiento personal está regulado en España a través de diferentes leyes autonómicas que regulan las profesiones del deporte. En algunas comunidades autónomas como Madrid o la Comunidad Valenciana se exige el grado universitario en Ciencias del Deporte, mientras que en otras como Cataluña o País Vasco se exige el grado universitario, la FP o el certificado de profesionalidad.
Sin embargo, en la mayoría de países de nuestro entorno, como Portugal, Estados Unidos, Suiza, Andorra o casi todos los países de Latinoamérica, no es una profesión regulada a nivel nacional.
Por ello se puede encontrar gran diversidad de profesionales con diferentes formaciones. Es conveniente exigir profesionales cualificados, ya que el ejercicio físico debe prescribirse en la dosis correcta para maximizar sus beneficios y minimizar los posibles efectos secundarios perjudiciales. Además, sin una titulación oficial no puede contratarse un seguro de responsabilidad civil profesional, necesario para el ejercicio profesional en España que exigen todas las leyes autonómicas que regulan el entrenamiento personal
Existen diferentes organizaciones a nivel mundial que buscan unificar los conocimientos y las características que debe de tener un entrenador personal y así poderle brindar a sus clientes un servicio integral en beneficio de su salud. Por mencionar algunas más reconocidas a nivel mundial podemos encontrar a la NSCA, NCSF, American College of Sport Medicine o AFAA. Con estas certificaciones podemos confiar en que el entrenador personal al que busquemos para recibir su asesoría es profesional y tiene la capacidad de lograr los resultados que buscamos.